# Rocinante
Rocinante era o famoso cavalo de Dom Quixote de La Mancha, personagem do romance de Miguel de Cervantes. Vem de rocim, que na Idade Média significava cavalo fraco e pequeno, "pileca" na gíria. Sofreu muito durante as aventuras de Dom Quixote. Era um cavalo branco, desengonçado, magricelo, que o acompanhava em suas aventuras.